# 東京条約

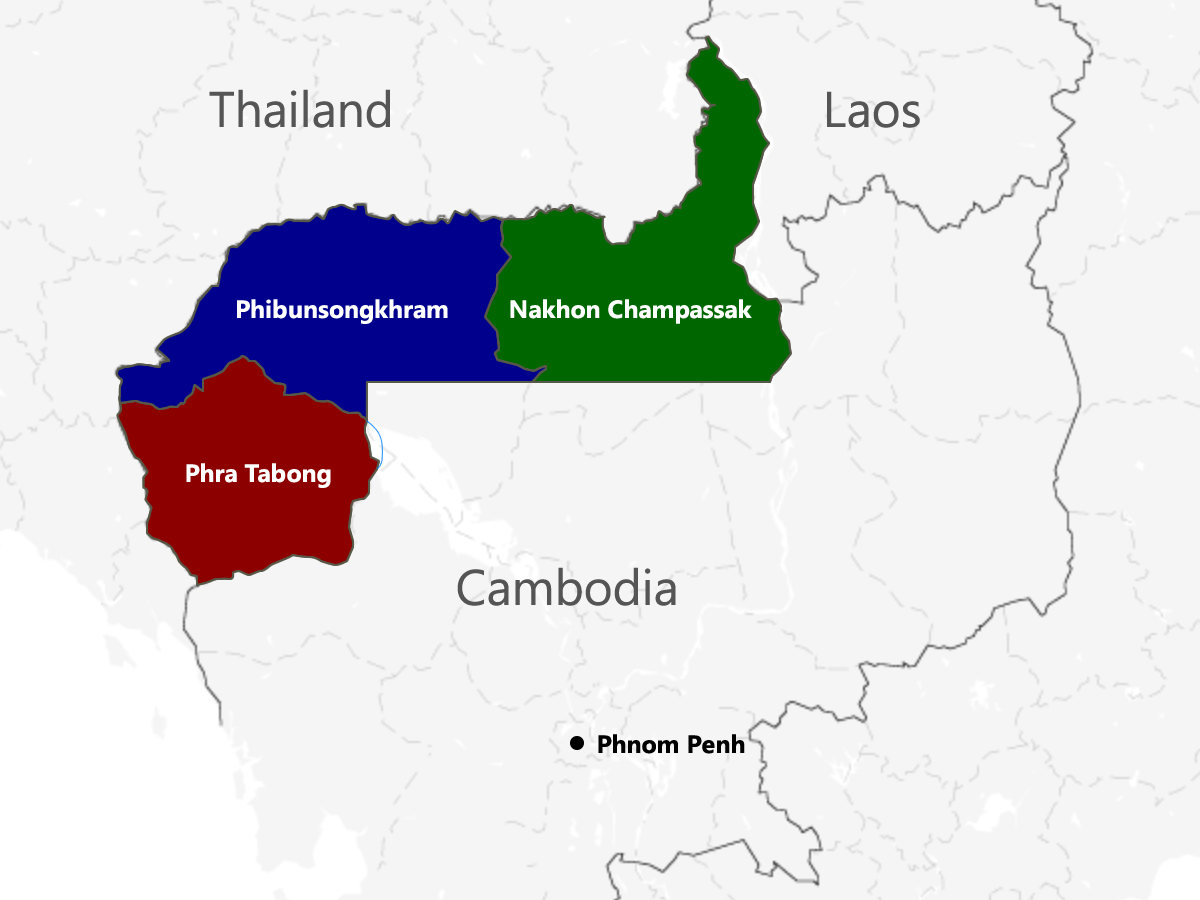
タイがフランスから獲得した地域

東京条約（とうきょうじょうやく）はタイ王国とヴィシーフランス（ヴィシー政権）の間で勃発したタイ・フランス領インドシナ紛争の結果、日本の仲介により東京において1941年5月9日に締結された条約。

## 概要
第二次世界大戦下において勃発した、友好国同士の紛争による両国の国力の疲弊を憂慮した日本による仲介が行われた結果、停戦と領土問題の解決を含む条約が結ばれ、これをもって紛争は終結した。
条約の結果、タイ王国は当初の要求通りフランス領インドシナのラオスメコン川右岸及びカンボジアのバッタンバン・シエムリアプ両州を獲得し、事実上の戦勝国となった。

## その後
しかし、その後第二次世界大戦に枢軸国として参戦したタイは1945年8月の終戦により敗戦国となったため、フランスに返還した。しかしフランスも第一次インドシナ戦争に敗北したため、これらの地を独立したカンボジアとラオスに引き渡した。